# まんばのけんちゃん

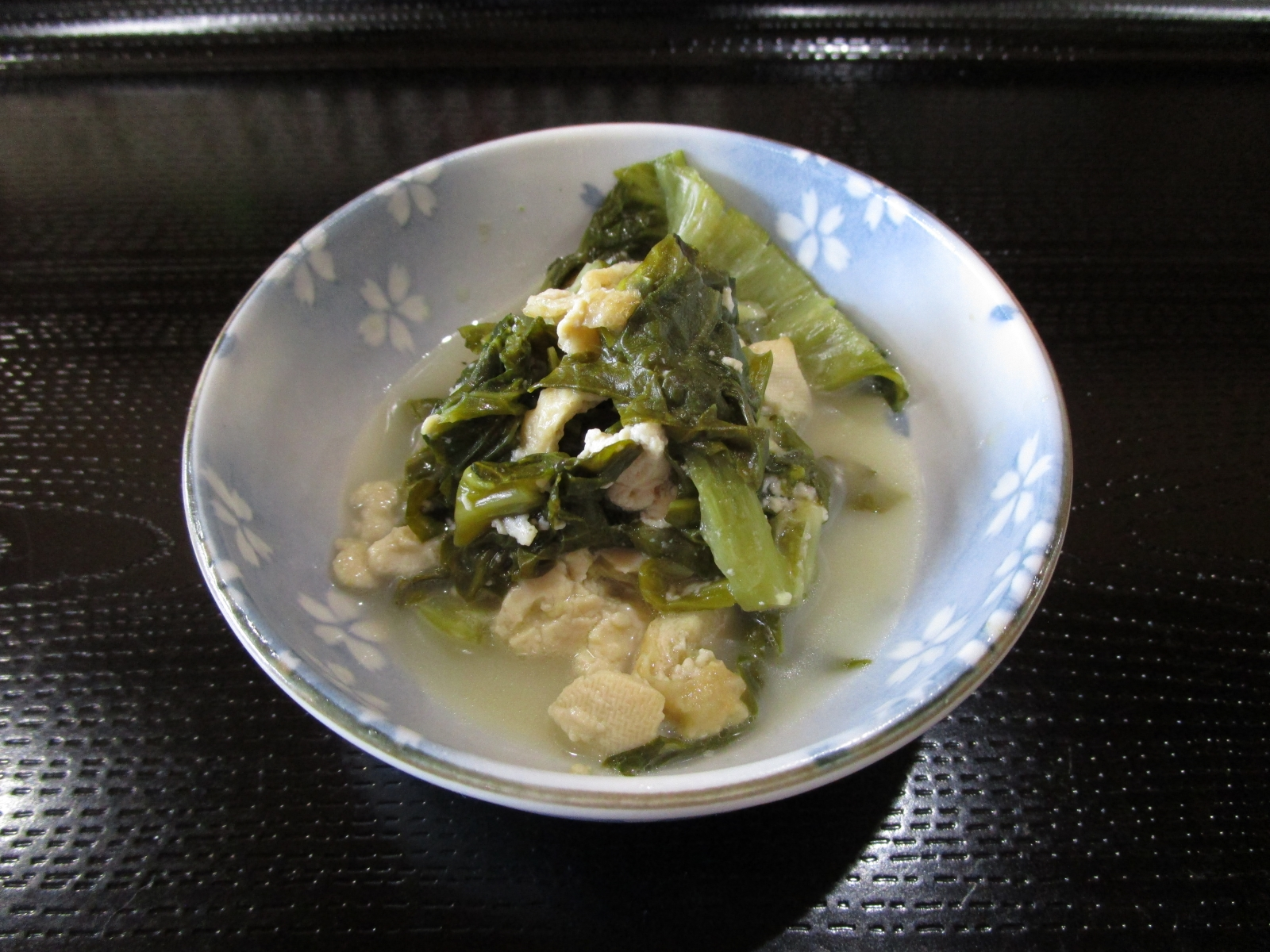
まんばのけんちゃん

まんばのけんちゃんは香川県の郷土料理、「讃岐の冬の味覚」である。高松市から東讃ではけんちゃんと呼ばれ、西讃ではお雪花とも呼ばれる。

## 概要
豆腐や油揚げをマンバと呼ばれる野菜と一緒に炒めた料理である。冬に緑黄色野菜不足を補うために作られる家庭料理の1つであり、香川では学校給食でもおなじみの料理となっている。
マンバは塩を入れた熱湯でゆでて、冷水にさらしアク抜きをする。アク抜きしたマンバは約2センチメートル幅に切って、水気を取り、油揚げ、煮干しと共に油を熱した鍋で炒め、醤油、だし汁を加えて味を整える。水分を切った豆腐を加えて、ひと煮立ちさせる。
家庭での食生活の洋風化や、アク抜きが面倒ということで家庭で作られる機会は減ってきている。

## 由来
「まんば」は「万葉」の字を当てる。西讃では「ひゃっか」と呼ばれるが、「百貫」がなまったものとされる。また、一部地域では「千葉（せんば）」とも呼ぶ。万葉、百貫、千葉のいずれも「たくさん葉を付ける」「次から次へと葉が出てくる」の意から名付けられている。
香川県農業試験場の調べでは、マンバはタカナの一種であり、香川県内で生産されているマンバの品種は、カツオナと三池高菜が大半を占めている。また、西日本では古くから栽培されている野菜であり、珍しい野菜というわけではない。
「けんちゃん」は「けんちん」が語源であり、豆腐と野菜を油で炒めた精進料理の流れを組むものである。
西讃では「ひゃっかの雪花」とも呼ばれるが、「雪花」は崩して散らした豆腐を雪の降り積もるさまに見立てての呼び名となっている。
料理の「けんちん」は一般的であり、タカナやカツオナを食材に用いることも一般的であるが、この両者を組み合わせて煮物に仕上げるのは香川県独特で他に類を見ない。三池高菜は漬物での利用が一般的である。
なお、かつては讃岐在来種のタカナとして「讃岐高菜」があったが、絶滅している。讃岐高菜は三池高菜よりもアクが強く、アク抜きに一晩を費やしたと言われている。